# コスタンツァーナ
コスタンツァーナ（伊: Costanzana）は、イタリア共和国ピエモンテ州ヴェルチェッリ県にある、人口約700人の基礎自治体（コムーネ）。

## 地理

### 位置・広がり
| 隣接するコムーネは以下の通り。括弧内のALはアレッサンドリア県所属を示す。 - アジリアーノ・ヴェルチェッレーゼ - バルツォラ (AL) - デザーナ - モラーノ・スル・ポー (AL) - ペルテンゴ - リーヴェ - トリチェッロ - トリーノ |